# Tocopero (município)
Tocopero é um município da Venezuela localizado no estado de Falcón.
A capital do município é a cidade de Tocopero.